# Elizabeth Hawley Gasque
Elizabeth Hawley Gasque wcześniej Elizabeth Mills Hawley (ur. 26 lutego 1886 w Blythewood, zm. 2 listopada 1989 w Ridgeway) – amerykańska polityczka, członkini Partii Demokratycznej.

## Działalność polityczna
W okresie od 13 września 1938 do 3 stycznia 1939 przez jedną kadencję była przedstawicielką 6. okręgu wyborczego w stanie Karolina Południowa w Izbie Reprezentantów Stanów Zjednoczonych.
Jej mężem był Allard H. Gasque.